# Dayah Baro (Jeunieb)
Dayah Baro is een bestuurslaag in het regentschap Bireuen van de provincie Atjeh, Indonesië. Dayah Baro telt 610 inwoners (volkstelling 2010).